# 渡辺弥生
渡辺 弥生（わたなべ みお、1979年9月2日 - ）は、日本将棋連盟所属の女流棋士。女流棋士番号は41（2011年3月31日までの旧番号は旧65）。所司和晴七段門下。史上初の東京大学出身女流棋士。新潟県南魚沼市出身。

## 棋歴

### 女流プロになるまで
父（経済学者）の仕事の都合でアメリカ合衆国・ミネアポリスで生まれ、9歳までアメリカで過ごす。父の影響で経済学に関心を持ち、新潟県立国際情報高等学校を経て、東京大学文科2類（主に経済学部に進む）に入学し、2002年3月に東京大学経済学部経済学科 を卒業。経済学部に進んでから数理経済学を専ら学んでいた渡辺は、数学者、もしくは統計学の専門家・数理経済学の研究者を志すようになっており、経済学部を卒業する1年前（4年生進級時）に同大学の理科1類（理学部数学科へ進める）への再入学を目指して受験勉強を再開し、その年度の入試で2度目の東大合格を果たした。2002年4月に同大学理科1類に入学した渡辺は、そこで同級生たちの数学の才能に圧倒された。自分の数学の才能に限界を感じて挫折感を味わっていた渡辺は、この時期に両親の勧めで将棋を覚え、数日間寝ないでネット将棋を指し続けるほどに没頭し、同大学の将棋部に入って腕を磨いた。
渡辺は次第に理科1類の授業について行けなくなり、2年生の終わりに、25歳で東大理科1類を中退。将来展望を失った渡辺であるが、自らにはまだ将棋の女流棋士になれる可能性が残っていることを知った。
2006年前期に26歳で女流育成会に入会。女流育成会には「30歳」の年齢制限があり、2009年9月2日に30歳となる渡辺に残された猶予は3年であった。2007年度前期リーグで1つ目の昇級点を獲得。年齢制限のために渡辺が参加できる最後のリーグであった2008年度後期リーグにおいて、2009年2月1日の時点で14勝1敗というぶっちぎりの成績を挙げ、最終日を待たずして2つ目の昇級点が確定し、2009年4月1日付での女流2級昇格（プロ入り）が決まった。史上初の東大出身女流棋士の誕生であった。
なお、2008年度末をもって女流育成会の制度は終了したため、渡辺は同制度の下での最後の女流棋士昇格者でもある。

### 女流プロ入り後
2009年4月1日付で女流2級としてプロ入り。
2011年3月、第38期女流名人位戦B級リーグ入りを果たす。同時に、規定により女流1級に昇級した。B級リーグは4勝5敗で残留できず、第39期予選では決勝で敗れB級リーグ復帰はならなかった。
2013年度、女流王座戦で清水市代、上田初美らを破り準決勝に進出。同時に、規定により女流初段に昇段した。準決勝では本田小百合に敗れた。
2017年現在は将棋連盟公式サイトで不定期にコラムを執筆するなど、将棋ライターとしても活動している。

## 棋風
居飛車と振飛車を両方指すオールラウンドプレーヤー。ただし本人は「振り飛車でしか勝てない居飛車党」と自称している。

## 人物
女流棋士になった時に連盟に提出した書類の趣味欄に「将棋」と記入した。

## 昇段・昇級履歴
- 2006年04月00日 - 女流育成会入会
- 2009年04月01日 - 女流2級 = プロ入り
- 2011年03月03日 - 女流1級（女流名人位戦B級入り）
- 2013年08月02日 - 女流初段（女流王座戦ベスト4）
- 2023年03月20日 - 女流二段（勝数規定／女流初段昇段後70勝）

## 主な成績

### 年度別成績
- 2024年度
  - 年度成績：21局 8勝13敗（勝率0.3809）[8]
  - 通算成績：255局 116勝139敗（勝率0.4549）〈2025年3月31日対局分まで〉[9]